# Matt Warman
Matt Warman (ur. 1 września 1981) – brytyjski dziennikarz i polityk, członek Partii Konserwatywnej. Od 2015 do 2024 roku poseł do Izby Gmin z okręgu Boston and Skegness.

## Życiorys
Ukończył Durham University. W latach 1999–2015 pracował jako dziennikarz w The Daily Telegraph.
W 2015 roku został wybrany posłem do Izby Gmin z okręgu Boston and Skegness, uzyskał reelekcję w 2017 i 2019 roku. W 2024 nie został ponownie wybrany do niższej izby parlamentu.